# Ушинка
Уши́нка (рос. Ушинка) — село у складі Земетчинського району Пензенської області, Росія.
Населення — 1377 осіб (2010; 1795 у 2002).
Національний склад станом на 2002 рік:
- росіяни — 100 %